# Saint-Georges-sur-Layon
Saint-Georges-sur-Layon era una comuna francesa situada en el departamento de Maine y Loira, de la región de Países del Loira, que el 30 de diciembre de 2016 pasó a ser una comuna delegada de la comuna nueva de Doué-en-Anjou al fusionarse con las comunas de Brigné, Concourson-sur-Layon, Doué-la-Fontaine, Forges, Les Verchers-sur-Layon, Meigné y Montfort.

## Demografía
| Gráfica de evolución demográfica de Saint-Georges-sur-Layon entre 1800 y 2014 |
|                                                                               |

Los datos demográficos contemplados en este gráfico de la comuna de Saint-Georges-sur-Layon se han cogido de 1800 a 1999 de la página francesa EHESS/Cassini, y los demás datos de la página del INSEE.